# (15493) 1999 CS105
A (15493) 1999 CS105 egy kisbolygó a Naprendszerben. A LINEAR projekt keretében fedezték fel 1999. február 12-én.